# Victor Goines
Victor Goines (New Orleans, 6 augustus 1961) is een Amerikaanse jazzmuzikant (saxofoon, klarinet) en componist. Van 2000 tot 2007 was hij directeur van het jazzprogramma van Juilliard.

## Biografie
Hij is sinds 1993 lid van Jazz at Lincoln Center Orchestra en het Wynton Marsalis Septet. Goines is sinds 2008 directeur van jazzstudies en professor aan de Bienen School of Music aan de Northwestern University. Goines heeft samengewerkt met Terence Blanchard, Dee Dee Bridgewater, Ruth Brown, Ray Charles, Bo Diddley, Bob Dylan, Dizzy Gillespie, Freddie Green, Lionel Hampton, Freddie Hubbard, B.B. King, Lenny Kravitz, Branford Marsalis, Ellis Marsalis, James Moody, Dianne Reeves, Marcus Roberts, Diana Ross, Eric Clapton, Wycliffe Gordon en Stevie Wonder. Hij speelde op meer dan 20 opnamen, waaronder de soundtracks voor drie Ken Burns-documentaires en de films Undercover Blues (1993), Night Falls on Manhattan (1997) en Rosewood (1997). Hij heeft meer dan 75 originele werken gecomponeerd, waaronder Jazz at Lincoln Center en ASCAP-opdrachten. Hij heeft ook gewerkt aan de faculteiten van de Florida A&M University, University of New Orleans, Loyola University of New Orleans en Xavier University of Louisiana. Goines is artiest voor Buffet Crampon en Vandoren.

## Discografie
- 1997: Joe' Blues (Rosemary Joseph Records) met Eric Reed, Victor Atkins, Herlin Riley
- 1999: To Those we Love so Dearly (Rosemary Joseph Records) met Nicholas Payton, Wycliffe Gordon, Rodney Whitacker
- 2000: Sunrise to Midnight (Rosemary Joseph Records) met Wycliffe Gordon
- 2005: New Adventures (Criss Cross Jazz)
- 2011: Wynton Marsalis / Eric Clapton Play the Blues: Live from Jazz at Lincoln Center

- Bibliothèque nationale de France: cb14023384j (data)
- Gemeinsame Normdatei: 135185378
- International Standard Name Identifier: 0000 0000 5519 7243
- Library of Congress Control Number: no99060886
- MusicBrainz: f328cab7-2284-4efd-a7b6-73b97ad6fbc2
- Réseau des bibliothèques de Suisse occidentale: 02-A006288459
- Système universitaire de documentation: 079460925
- Virtual International Authority File: 76513710
- WorldCat: E39PBJjhDtfRm6xwbbJM8VYpT3